# Ruhlaer Uhrenmuseum

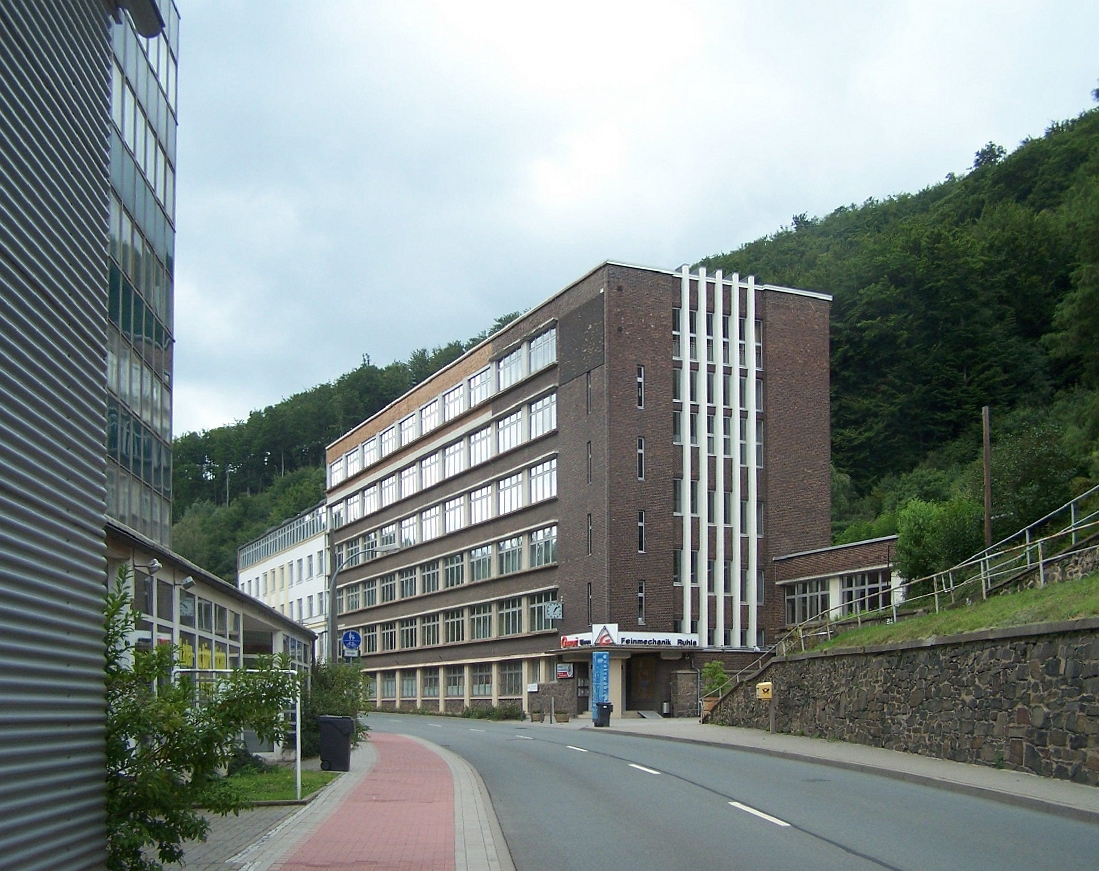
Das ehemalige Uhrenwerk in Ruhla

Das Ruhlaer Uhrenmuseum wurde im Jahr 2002 als Firmen- und Technikmuseum gegründet und nach einer wesentlichen Erweiterung der Ausstellungsräume im Oktober 2006 neueröffnet. Eigentümer und Betreiber war bis zur Insolvenz 2019 die aus der Ruhlaer Uhrenfabrik hervorgegangene Firma Gardé Uhren und Feinmechanik Ruhla GmbH. Seit 2019 befindet sich sowohl das Gebäude, das darin beheimatete Uhrenmuseum als auch die Uhrenfertigung im Besitz des Uhrenherstellers POINT TEC Products Electronic GmbH aus Ismaning bei München, der das Unternehmen wieder in Uhrenwerke Ruhla GmbH umbenannte.

## Lage
Das Uhrenmuseum befindet sich in der nördlichen Ortslage von Ruhla, Bahnhofstraße 27, im untersten Geschoss des ehemaligen Werksgebäudes Haus 1, einem markanten, sechs Stockwerke hohen Klinkerbau aus dem Jahre 1929.

## Sammlungsschwerpunkte
Das Museum bietet mit seinen Exponaten einen Überblick zur fast 150-jährigen Geschichte der Uhrenherstellung in Ruhla, diese stellt zugleich einen bedeutenden Teil der Wirtschaftsgeschichte der Stadt dar.
Alle gezeigten Ausstellungsstücke wurden in Ruhla selbst entwickelt und produziert. Die Ausstellung des Uhrenmuseums umfasst mehr als 1.300 Uhren und 35 Automaten, welche auf einer Fläche von 200 m² ausgestellt werden. Dem Besucher werden auf zahlreichen Tafeln technische Details der (mechanischen) Uhren und die Geschichte der Uhrenproduktion in Ruhla mitgeteilt.
Neben Funkuhren aus dem Fertigungsprogramm der Firma Gardé findet der Besucher „klassische“ Armbanduhren und Wecker, aber auch Sonderformen wie Schachuhren, Chronometer, Jagdköderuhren und Spielzeuguhren. Dem Museum ist auch ein Werksverkauf der POINTtec-Marken Zeppelin, Iron Annie und Bauhaus angegliedert.

## Weblink
- Uhrenmuseum